# Dadlapur, Shorapur
Dadlapur là một làng thuộc tehsil Shorapur, huyện Gulbarga, bang Karnataka, Ấn Độ.